# سياسة الدولار القوي

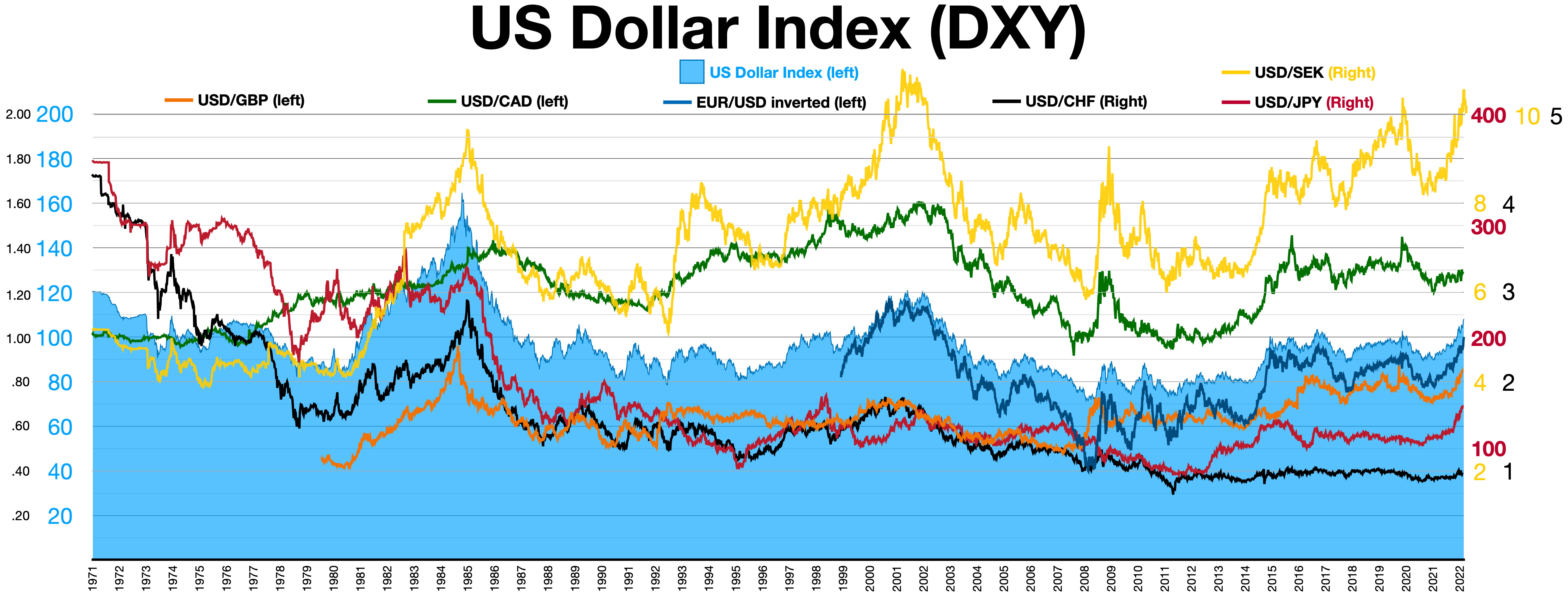
صورة توضح مؤشر الدولار الإمريكي

سياسة الدولار القوي هي سياسة الولايات المتحدة الاقتصادية المبنية على افتراض أن معدل سعر الصرف القوي للدولار الأمريكي هو في مصلحة الولايات المتحدة والعالم بأكمله. يُقال إنه مُقاد برغبة تشجيع حاملي الأسهم الأجانب لشراء المزيد من سندات الخزانة (الأمريكية). يقول وزير الخزانة الأمريكي من حين لآخر، إن الولايات المتحدة تؤيد فكرة الدولار القوي. منذ تطبيق هذه السياسة عام 1995 من قِبل روبرت روبن، انخفض الدولار بدرجة كبيرة. على الرغم من ذلك، تُبقي هذه السياسة التضخم منخفضًا وتشجع الاستثمار الأجنبي وتحفظ دور التداول في النظام المالي العالمي.

## الخلفية

### سلاح سعر الصرف
تزخر سجلات التاريخ باستغلال سعر صرف الدولة لتنتزع السندات من الدول الأخرى. قُدمت هذه الطريقة من قِبل أستاذ العلاقات الدولية الاقتصادية في كلية الخدمات الدولية في الجامعة الأمريكية راندل هينينغ، لم يُسمَّ سلاح سعر الصرف بهذا الاسم عن عبث، ويُعرّف على هذا النحو: استغلال نقاط ضعف البلدان الأخرى لإحداث تغييرات في معدلات سعر الصرف الخاصة بهم أمام عملتهم المحلية لفرض تعديلات من قِبَل حكوماتهم وبنوكهم المركزية لصالح الدولار. ظهرت سياسة الدولار القوي كاستجابة لاستخدام سلاح سعر الصرف.

### الدولار القوي مقابل الدولار الضعيف
يساعد التداول القوي المستوردين المحليين على شراء عملتهم أكثر، يفيد المصدرين الأجانب بأن تكسب صادراتهم أكثر، يؤذي المُصدّرين المحليين لأنه لا يوجد الكثير من المُشترين الأجانب، ويضر المستوردين الأجانب إذ لا يتمكنون من شراء الكثير. تأثير التداول الضعيف هو عكس الوارد آنفًا. ويتلخص ما سبق في الجداول أدناه.
الدولار القوي
| محاسن                                                                      | مساوئ                                                                                    |
| يرى المستهلك أسعارًا منخفضة على المنتجات/ الخدمات الأجنبية                  | تجد شركات الولايات المتحدة صعوبة في التنافس في الأسواق الأجنبية                          |
| تساعد الأسعار المنخفضة للمنتجات/ للخدمات الأجنبية على إبقاء التضخم منخفضًا  | يترتب على شركات الولايات المتحدة أن تتنافس مع البضائع الأجنبية منخفضة السعر              |
| يستفاد المستهلك في الولايات المتحدة عند السفر إلى البلدان الأجنبية         | يجد السياح الأجانب زيارة الولايات المتحدة مرتفعة الكلفة                                  |
| يمكن لمستثمري الولايات المتحدة شراء الأسهم/ السندات الأجنبية بأسعار منخفضة | يصعُب على المستثمرين الأجانب تأمين رأس المال للولايات المتحدة في حالات اقتراض مبالغ طائلة |

الدولار الضعيف
| محاسن                                                                  | مساوئ                                                                  |
| تجد شركات الولايات المتحدة بيع البضائع في الأسواق الأجنبية أسهل.       | يواجه المستهلك أسعارًا مرتفعة على المنتجات/ الخدمات الأجنبية            |
| تجد شركات الولايات المتحدة ضغطًا تنافسيًا أقل لإبقاء الأسعار منخفضة      | تؤدي الأسعار المرتفعة للمنتجات الأجنبية لارتفاع في تكاليف معيشية       |
| يمكن أن يتحمل عدد أكبر من السياح الأجانب تكاليف زيارة الولايات المتحدة | يجد المستهلك في الولايات المتحدة السفر خارجًا أكثر تكلفة                |
| تصبح أسواق رأس المال الأمريكية جذابة أكثر للمستثمرين الأجانب           | يصعُب على شركات الولايات المتحدة والمستثمرين التوسع في الأسواق الأجنبية |

## السجل التاريخي

### 1971 - 1973
على الرغم من اتفاقية بريتون وودز، أوقف المسؤولون في الولايات المتحدة إمكانية تحويل الذهب، وفرضوا عشرة بالمئة رسومًا إضافية على المستوردات في شهر أغسطس من عام 1971. أدى هذا إلى اتفاقية سميثسونيان التي شكلتها مجموعة العشرة، وهي اتفاقية مرحلية جرى التفاوض عليها عام 1971 بين الدول الرائدة في العالم. ربطت هذه الاتفاقية الين الياباني والمارك الألماني والجنيه الإسترليني البريطاني والفرنك الفرنسي بنسبة 17 بالمئة، 14 بالمئة، و9 بالمئة بالترتيب تحت سعر الصرف المحدد في اتفاقية بريتون وودز. ثبُت أنها غير مستدامة. لاحقًا عام 1971، طرح المسؤولون في الولايات المتحدة الدولار باستمرار؛ وهو تخفيض آخر لقيمة الدولار مقابل العملات الرئيسية، تلاها «تعويم» مستمر للعملات الأوروبية الرئيسية مقابل الدولار في شهر فبراير من عام 1973. عندما هبطت قيمة الدولار، لم تساعد الولايات المتحدة كثيرًا في إبطاء أو عكس هذا الهبوط؛ حفّز هبوط الدولار هذا المسؤولين الأوروبيين واليابانيين لتحقيق سياسات توسعية.

### 1977 - 1978
عام 1977، اتخذت إدارة كارتر وأيدت «نظرية القاطرة»، والتي تفترض أن الاقتصادات الكبرى تسحب «إخوتها» الأصغر. طلبت نظرية كارتر تسهيلات من الدول الأصغر لصالح الولايات المتحدة مقابل الثمن المرتفع الذي تكبدته الولايات المتحدة لمصلحتهم بعد ركود عام 1973 – 1975. واجهت المبادرة الأمريكية في البداية مقاومة يابانية وألمانية قوية. في ردها، أعلنت سلطات الولايات المتحدة سماحها بانخفاض قيمة الدولار أمام عملات البلدان في ظل غياب حوافز الاقتصاد الكلي. أخيرًا، وافق رئيس الوزراء الياباني تاكيو فوكودا على طلب الولايات المتحدة المغري في أواخر العام 1977. وبعدها بسنة، في قمة بون الاقتصادية في شهر يوليو من عام 1978، وافق المستشار الألماني هيلموت شميدت على السياسة المالية التوسعية كجزء من مجموعة من التسهيلات المتبادلة.

### 1980 - 1985
كان هناك ارتفاع للدولار بمقدار 26 بالمئة بين عامي 1980 و1984 كنتيجة لتضافر مجموعة من السياسات النقدية المتشددة خلال فترة 1980-1982 تحت ظل رئيس الاحتياطي الفدرالي بول فولكر والسياسة المالية التوسعية المرتبطة بإدارة رونالد ريغان خلال الفترة الممتدة بين 1980-1984. أدت مجموعة هذه الأحداث إلى ارتفاع معدلات الفائدة طويلة الأجل، والذي بدوره جذب تدفقات رؤوس الأموال ورفع من قيمة الدولار. كان لإدارة ريغان عام 1981-1984 سياسة «الإهمال الحميد» الصريحة تجاه سوق الصرف الخارجي. عبّر بعض شركاء الولايات المتحدة التجاريين عن قلقهم إزاء حجم ارتفاع الدولار، داعيين إلى التدخل في سوق الصرف الأجنبي بغرض كبح تلك التطورات. رغم ذلك، رفض وزير الخزانة الأمريكية دونالد ريغان ومسؤولون إداريون آخرون هكذا سياسة، بحجة أن الدولار القوي هو صوت ينم عن الثقة في اقتصاد الولايات المتحدة. وافقت الولايات المتحدة في قمة فيرساي لقادة مجموعة السبع عام 1982، على مطالب الدول الأعضاء الأخرى بالسماح بدراسة الخبراء لفاعلية تدخلات الصرف الأجنبي. قُدّم «تقرير جيرغينسون، المُسمّى على اسم رئيس البحث فيليب جيرغينسون، إلى قمة ويليامسبورغ عام 1983 وكانت الدول المطالبة بإجراء الدراسة محبطة لأن الاكتشافات لم تدعم نصيحتها. أوقفت اتفاقيات البلازا عام 1985 تقلبات الدولار بشكل ضئيل. رغم ذلك، بدأت الولايات المتحدة بتخفيض قيمة الدولار مرة أخرى لتشجيع حافز الطلب المحلي في اليابان وألمانيا.

### فترة التسعينيات
في عام 1992، وفي أعقاب الركود والانتعاش البطيء والاستجابة المتأخرة في أسواق العمل، أشارت إدارة بيل كلينتون إلى الرغبة بارتفاع الين أمام الدولار: «أحب أن أرى ين أقوى». أيضًا، في شهر فبراير من عام 1993، أكد وزير الخزانة لويد بينتسين هذه الرغبة عندما سُئل إذا كان يحب أن يرى الدولار أضعف. أثّرت هذه التعليقات على علاقة الدولار الأمريكي والين الياباني بطريقة تُوفّر الحماية من نمو الصادرات اليابانية على حساب وضع الحساب الجاري الأمريكي. بعد ذلك، انهار الدولار أمام الين، ناقلًا الين إلى معدل 100 أمام الدولار (1 USD = 100 JPY) وذلك في صيف عام 1993.

## النشأة (التأسيس)
إزاء وضع الدولار المتعثر، أطلق وزراء مالية مجموعة السبع وحكام البنوك المركزية، في يوم 25 من شهر أبريل، بيانًا من لقائهم في العاصمة واشنطن داعين إلى ارتفاع منتظم للدولار:
«أعرب الوزراء والحكام عن قلقهم إزاء التطور الأخير في أسواق الصرف. واتفقوا على أن التحركات الأخيرة تجاوزت المستويات المقبولة في ظل الشروط الاقتصادية السائدة التي يقوم عليها الاقتصاد في الدول الرئيسية. اتفقوا أيضًا أن التراجع المنتظم لهذه التقلبات هو أمر مرغوب، بحيث يؤمن قاعدة أفضل للتوسع المستمر للتجارة والاستثمار العالميين، وسيساهم في أهدافنا المشتركة بالنمو الدائم غير التضخمي. اتفقوا كذلك على أن يعززوا جهودهم في تقليص أوجه التفاوت الداخلية والخارجية واستمرار التعاون الوثيق في أسواق الصرف».
استُبدل وزير الخزانة ليود بينتسين باكرًا في شهر ديسمبر من عام 1994، ردّ روبرت إي.روبن على انخفاض الدولار: «الدولار القوي هو من مصلحتنا الوطنية». وهكذا، عام 1995، أعاد روبن ضبط سياسة الدولار، مبينًا على حد تعبيره: سياسة الدولار القوي هي سياسة حكومة الولايات المتحدة المبنية على افتراض أن معدل الصرف القوي للدولار يخدم المصلحة الوطنية للولايات المتحدة، ولصالح بقية العالم.
أكد أيضًا أنه «لن يُستخدم كوسيلة للتجارة». من حيث الجوهر، اعتُبرت سياسة الدولار القوي طريقة تُطمئن المستثمرين بأن واشنطن لن تتدخل في أسواق الصرف لتخفض من قيمة التداول، وهو تجريد لسوق الصرف الأجنبي، كما قال مارك تشاندلر.
يتمحور دافع روبرت روبن لتطبيق سياسة الدولار القوي حول رغبته بإبقاء عائدات سندات الولايات المتحدة منخفضة، ولتجنب النقد من الشركاء التجاريين بأن الولايات المتحدة كانت تقلل من قيمة تداولها بشكل متعمد لتشجع التصدير. في بداية الأمر، ساعد البيان على صعود الدولار بنسبة 30 بالمئة بين عامي 1995 و2002، لكن زعم البعض أن هذا يتعلق بسياسة التشديد النقدي الأمريكية وفقاعة الإنترنت أكثر مما يتعلق بأي مبادرات سياسة مقصودة. ومع ذلك، شهد الدولار نهوضًا استثنائيًا بعد بلوغه أدنى مستوى في شهر أبريل من عام 1995، مرتفعًا بنسبة أكثر من 50 بالمئة أمام الين وحوالي 20 بالمئة أمام المارك بحلول عام 1997 بارتفاع قدره 7.5 بالمئة أمام الين و8.7 بالمئة أمام المارك من 1 يناير عام 1997 إلى 7 فبراير عام 1997.